# Grenacheria fulva
Grenacheria fulva är en viveväxtart som först beskrevs av Carl Christian Mez, och fick sitt nu gällande namn av Airy-shaw. Grenacheria fulva ingår i släktet Grenacheria och familjen viveväxter. Inga underarter finns listade i Catalogue of Life.